# Gare d'Angers-Maître-École
La Gare d'Angers-Maître-École est une gare ferroviaire française de la ligne du Mans à Angers-Maître-École, située dans le quartier du Grand-Pigeon à l'est d'Angers, dans le département de Maine-et-Loire, en région Pays de la Loire.
Elle est mise en service en 1863 par la compagnie des chemins de fer de l'Ouest. C'est une halte ferroviaire de la Société nationale des chemins de fer français (SNCF), desservie par des trains express régionaux TER Pays de la Loire.

## Situation ferroviaire

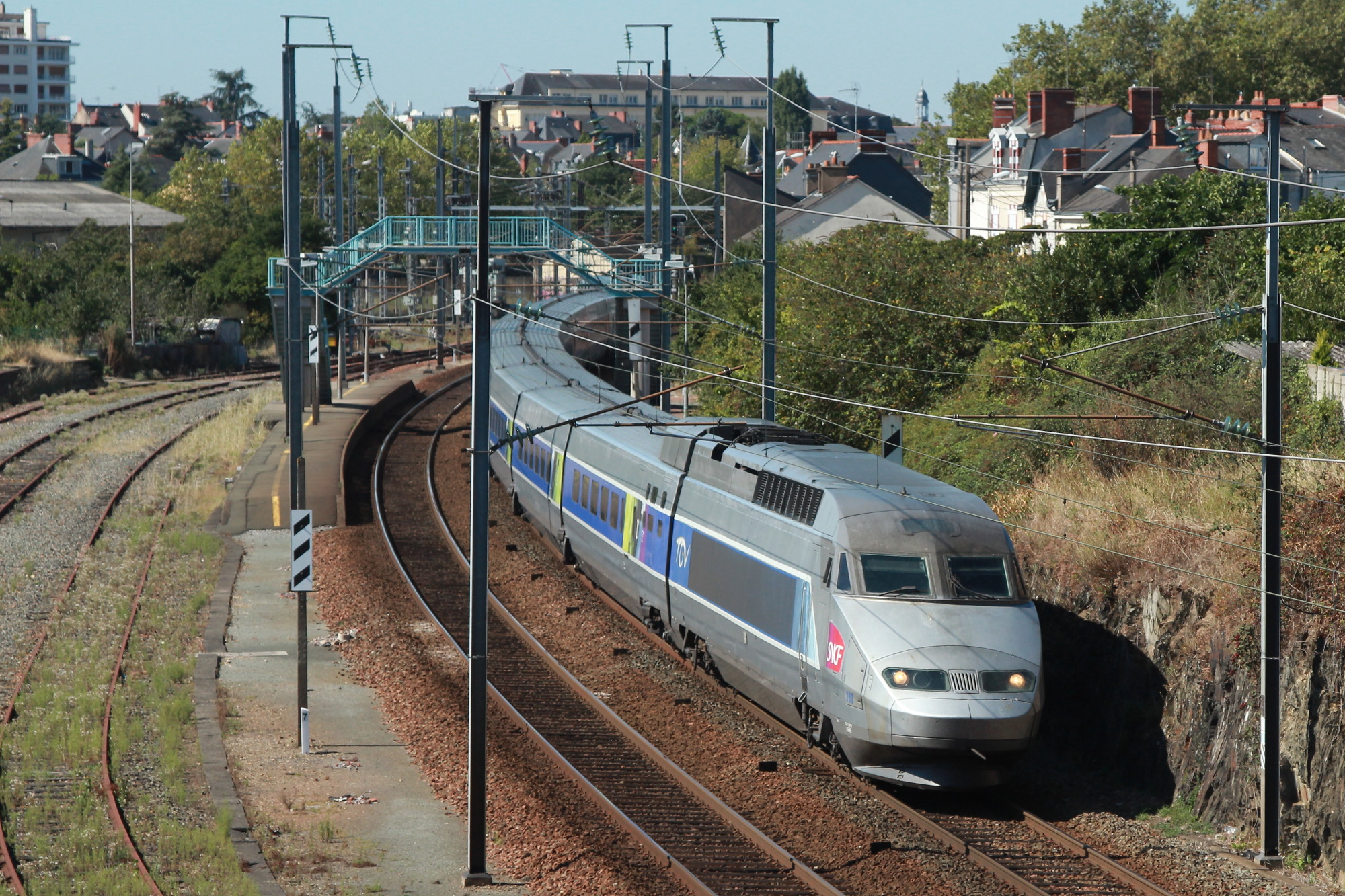
Un TGV Atlantique franchit la gare en direction de Paris.

Établie à 25 m d'altitude, la gare d'Angers-Maître-École est située au point kilométrique (PK) 305,822 de la ligne du Mans à Angers-Maître-École, dont elle est le terminus. La gare précédente ouverte est celle du Vieux-Briollay dont elle est séparée par la gare fermée d'Écouflant. Cette ligne est raccordée quelques dizaines de mètres plus loin (au PK 306,259) à la ligne de Tours à Saint-Nazaire qui permet de rejoindre la gare d'Angers-Saint-Laud.
La gare était aussi la gare terminus de la ligne de Loudun à Angers-Maître-École, au PK 154,786. La gare comporte deux quais latéraux : le quai 1 mesure 92 mètres, le quai 2 mesure 81 mètres. 

## Histoire
La compagnie des chemins de fer de l'Ouest met en service la gare d'Angers-Maître-École le 7 décembre 1863 lors de l'ouverture du trafic sur la voie ferrée de Sablé à Angers.

## Service des voyageurs

### Accueil
Halte SNCF, c'est un point d'arrêt non géré (PANG) à entrée libre, équipé d'abris de quai.

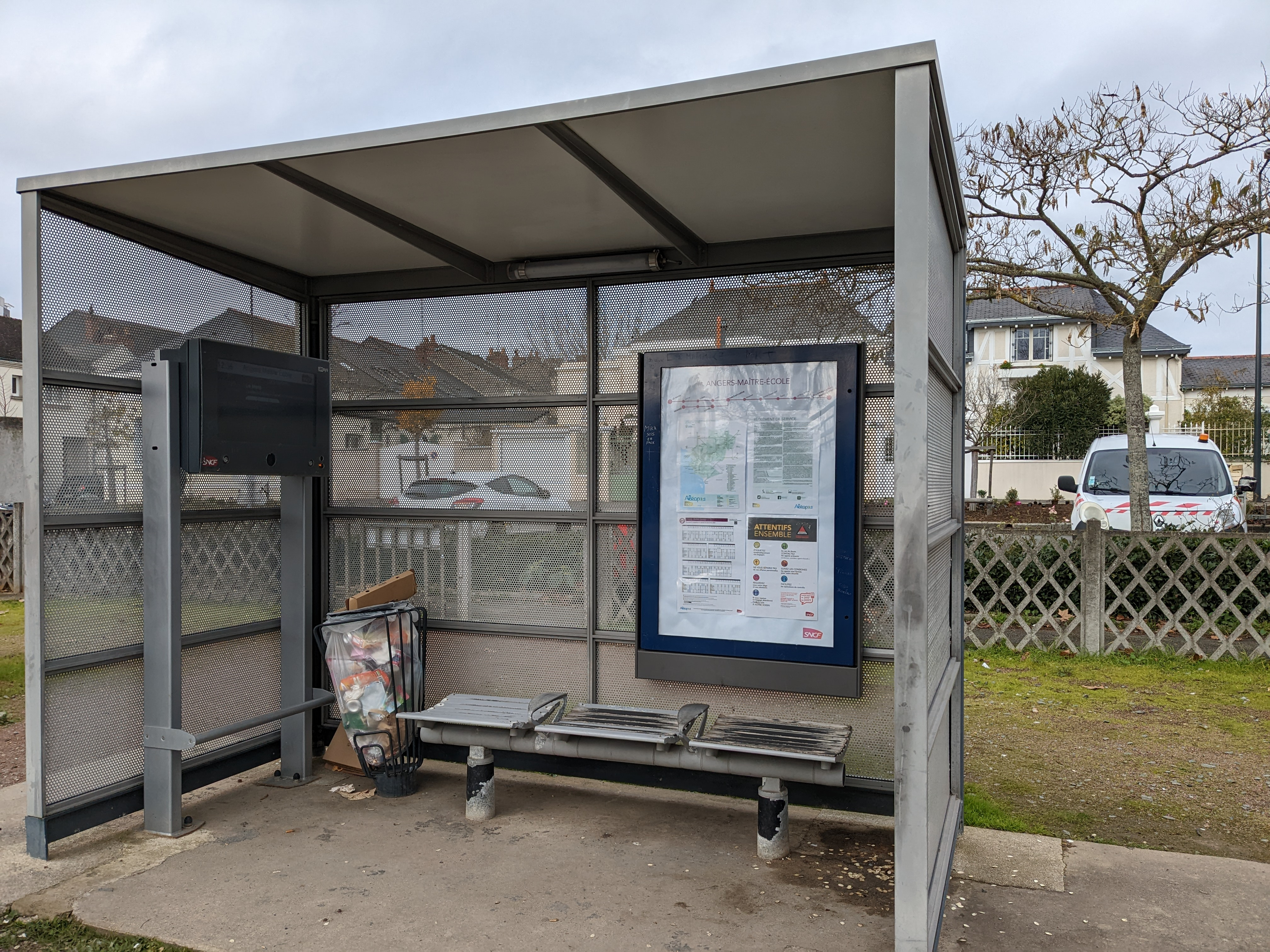
Abris avec panneau d'affichage

### Desserte
Angers-Maître-École est desservie par des trains TER Pays de la Loire omnibus circulant entre Angers-Saint-Laud et Le Mans.

### Intermodalité
Un parking pour les véhicules est aménagé ainsi que des emplacements pour les vélos.

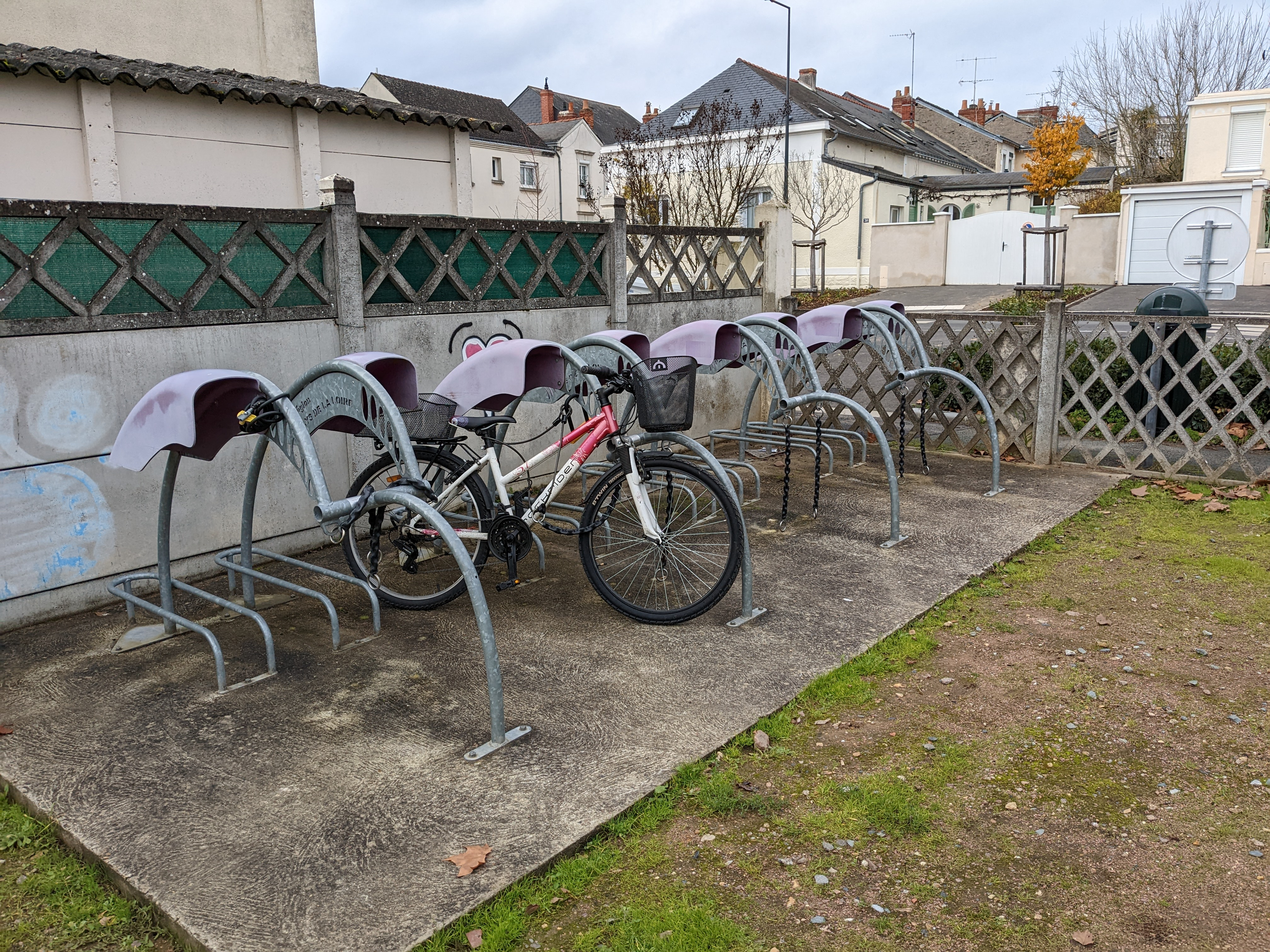
4 emplacements disponibles

Aucune ligne de bus urbain du réseau Irigo ne dessert l'arrêt. Cependant, il est possible d'emprunter les bus des lignes 11 et 2 rue Gardot, via la rue Diderot, à moins de 200 mètres. 
La station Montaigne de la ligne B du tramway d'Angers est située à environ 200 mètres de la gare, mais la correspondance n'est pas signalée sur les plans du réseau urbain.

## Service du fret
Cette gare est ouverte au service du fret (code gare: 484048). Elle dessert quatre installations terminales embranchées et comporte des voies de service.